# Westmorland

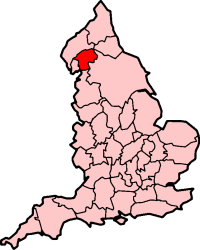
Localizzazione del Westmorland

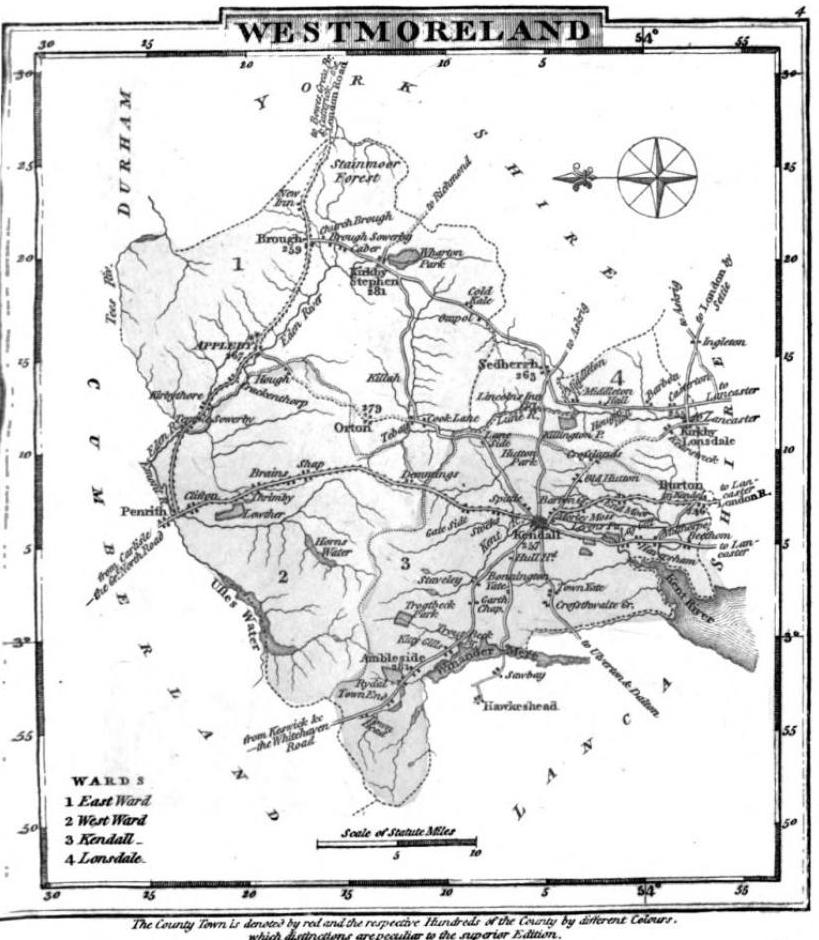
Gray's Book of Roads; Westmoreland; 1824

Il Westmorland (un tempo scritto anche Westmoreland o Westmerland) è un'area dell'Inghilterra nord-occidentale e una delle 39 contee storiche del paese. È stata una contea amministrativa dal 1889 al 1974, quando è entrata a far parte del Cumbria. Il suo capoluogo era Appleby-in-Westmorland.

## Baronie ewards
La contea era formata dalla baronia di Kendal e dalla baronia di Westmorland. Le due baronie erano allora volta divise in due wards:
- Westmorland
  - East ward[1] (Appleby, Brough, Kirkby Stephen, Orton, Tebay)
  - West ward[2] (Askham, Bampton, Barton, Patterdale, Shap, Yanwath)
- Kendal
  - Kendal ward[3] (Ambleside,  Burton-in-Kendal, Grasmere, Grayrigg, Kentmere, Kendal, Windermere)
  - Lonsdale ward[4] (Kirkby Lonsdale)